# Glen Washington

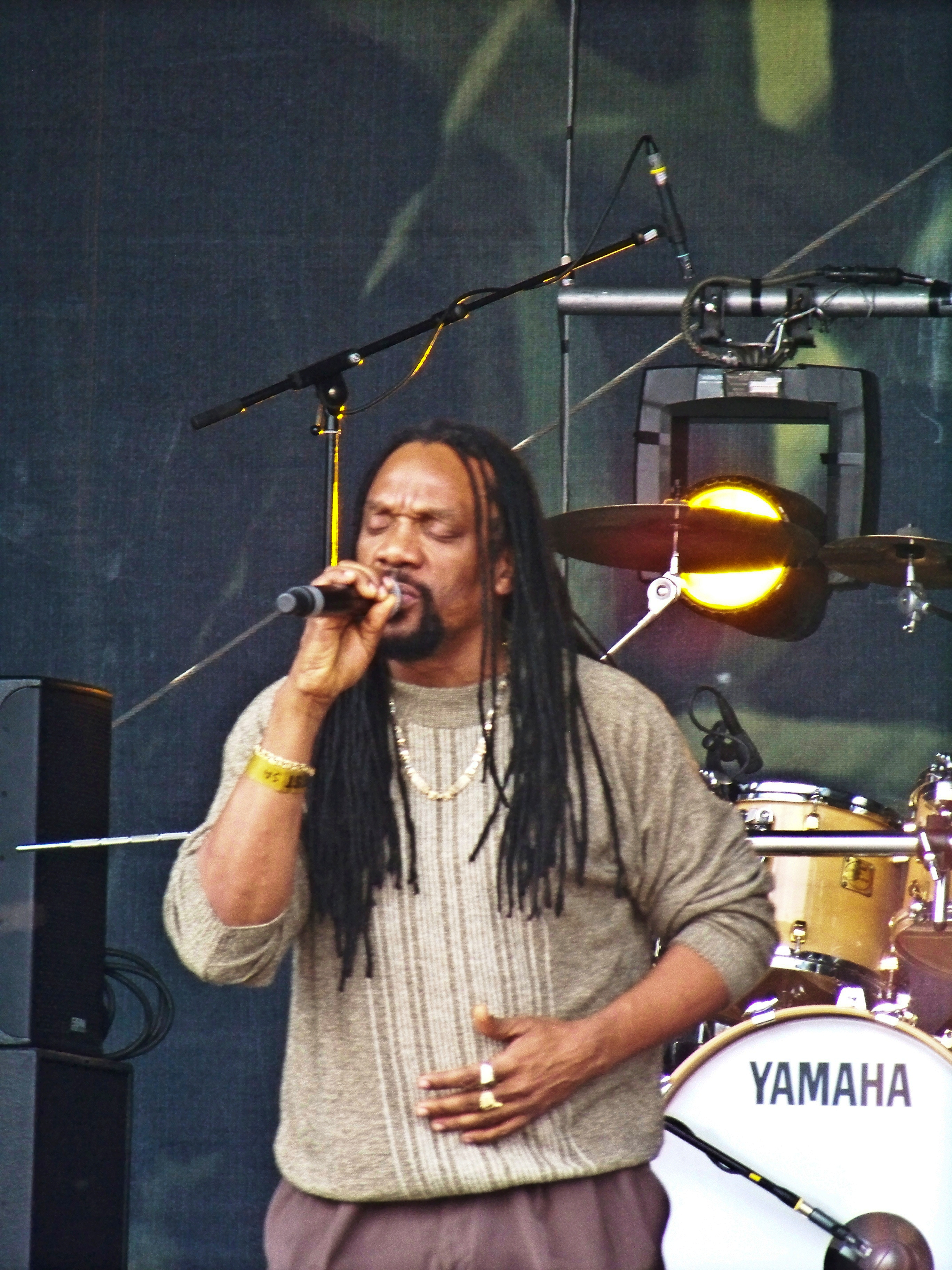
Glen Washington auf dem Ruhr Reggae Summer 2009 Festival.

Glen Washington (eigentlich: Glenroy Washington; * in Clarendon, Clarendon Parish, Jamaika) ist ein jamaikanischer Reggae-Künstler.

## Leben
Washington wurde als Glenroy Washington in bescheidenen Verhältnissen geboren. Er begann seine künstlerische Karriere in den frühen 1970ern als Leadsänger bei der Gruppe Names and Faces. Später wurde er zum Leadsänger der Gruppe 35 Incorporated. Hier lernte er unter Anleitung von Joseph Hill Schlagzeug zu spielen. Nachdem Joseph Hill die Gruppe verließ, füllte er die Lücke aus und wurde der singende Drummer.
Im Jahr 1978 produzierte Glen Washington seinen ersten Hit Rockers Not Crackers für das Joe Gibbs Record Label, ein weiterer Charterfolg wurde seine Single Kindness For Weakness im Jahr 1998. Seine musikalische Karriere erinnert an Boris Gardiner, der nach 25 Jahren in der Musik-Industrie die goldene Single I Wanna Wake Up With You aufnahm.
Während der gesamten Zeit zwischen seinem ersten und dem nachfolgenden Gold Hit im Jahr 1998 nahm Glen Washington sporadisch einige Solotitel auf und war hauptsächlich als Vollzeitdrummer in verschiedenen Bands, unter anderem bei The Avengers, The Titans und Happiness Unlimited tätig. Mit Happiness Unlimited ging er in die USA und arbeitete mit Stevie Wonder. Mit den anderen Bands, in denen er Drums spielte, trat er unter anderem mit Leroy Sibbles, Shinehead, Junior Reid, Gregory Isaacs, Sister Carol und The Meditations auf. Erst im Jahr 1997 verfolgte Glen Washington seine Solokarriere weiter. Er produzierte das Album Brother to Brother bei Studio One, das überwiegend aus Einzeltracks bestand.
Glen Washington wird oftmals mit Beres Hammond verglichen, da beide eine tiefe, einschmeichelnde Stimme haben. Auf den Vergleich angesprochen, erklärte Glen Washington, „Beres ist einer meiner Lieblingsentertainer, ich empfinde es als Kompliment, mit ihm verglichen zu werden.“ Mit Veröffentlichung von über 40 Singles und elf Alben in vier Jahren hat sich Glen Washington nicht nur einen Namen als Sänger gemacht, sondern auch als Songwriter, denn seine Titel stammen alle aus eigener Feder.
Nachdem er bereits als Drummer Konzerte absolviert hat, wiederholte er die später als Sänger und Songwriter.

## Auszeichnungen
- Reggae Soca Music Awards
- Reggae Male Vocalist – 1998
- Reggae New Artist – 1998
- Canadian Award of Merit – 1998
- 11th Annual Tamika Reggae Awards
- Best Comeback of the year – 1999
- 12th Annual Tamika Reggae Awards
- Male Vocalist of the year National – 2000
- Reggae Soca Music Awards
- Reggae Album of the year: Number One Girl – 2000
- New York FM Awards – 2000
- Bruk-Out -Lover Girl Productions – 2001
- Canadian International Reggae Award – 2002[2]

## Diskografie (Auszug)
- Brother To Brother (LP, Album; Studio One 1996)
- Get Next To Me (LP, Album; VP Records 1998)
- Can’t See You (LP, Album; Charm 1999)
- Think About It (LP, Album; Digital Eclipse 1999)
- Free Up The Vibes (LP, Album; VP Records 2001)
- Your Love (LP, Album; VP Records 2002)
- Selection Train (LP, Comp; Fire & Ice)
- Number One Girl (LP, Album; VP Records 2000)
- Destiny (LP, Album; VP Records 2009)
- Wanna be loved (LP, Album; VP Records 2004)
- Jet Star Reggae Max (Album; JET Star (EFA) 2001)
- Your Love (Vinyl-LP; VP Records 2002)